# Гаусхорн
Гаусхорн (нем. Gaushorn) — община в Германии, в земле Шлезвиг-Гольштейн. 
Входит в состав района Дитмаршен. Подчиняется управлению КЛьГ Теллингштедт.  Население составляет 198 человек (на 31 декабря 2010 года). Занимает площадь 6,45 км².

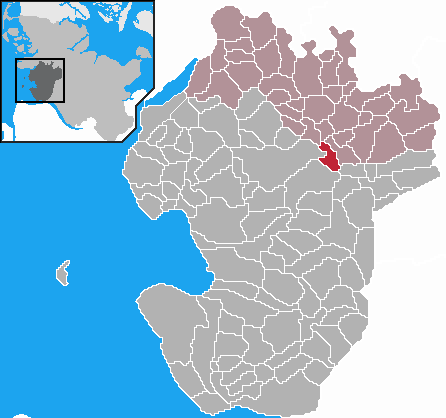
Гаусхорн